# Artur Bajerski
Artur Piotr Bajerski (ur. 1981) – polski geograf społeczny, specjalista w zakresie geografii edukacji i geografii nauki, profesor na Uniwersytecie im. Adama Mickiewicza w Poznaniu. Prodziekan Wydziału Geografii Społeczno-Ekonomicznej i Gospodarki Przestrzennej Uniwersytetu im. Adama Mickiewicza w Poznaniu w kadencji 2019-2020.
W 2009 roku obronił doktorat pod tytułem Przekształcenia struktury przestrzennej szkolnictwa wyższego w Polsce po 1989 r, którego promotorem był Henryk Rogacki. W 2017 roku otrzymał stopień doktora habilitowanego nauk o Ziemi w dyscyplinie geografia. Laureat stypendium Start Fundacji na rzecz Nauki Polskiej (2012) oraz stypendium Ministra Nauki i Szkolnictwa Wyższego dla wybitnych młodych naukowców (2014). W 2019 roku był członkiem zespołu doradczego do spraw wykazów czasopism naukowych i recenzowanych
materiałów z konferencji międzynarodowych dla dyscypliny naukowej geografia społeczno-ekonomiczna i gospodarka przestrzenna przy Ministrze Nauki i Szkolnictwa Wyższego.